# Las Piedras (Artigas)
|  | No s'ha de confondre amb Las Piedras (Canelones). |

Las Piedras és una localitat de l'Uruguai ubicada al nord-oest del departament d'Artigas, sobre el límit amb l'Argentina i el Brasil. Té una població aproximada de 2.099 habitants segons les dades del cens de 1996.
Es troba a 65 metres sobre el nivell del mar.
| 1963 | 1975 | 1985  | 1996  | 2004    |
| ---- | ---- | ----- | ----- | ------- |
| 890  | 738  | 1.253 | 2.099 | {{{5}}} |

## Agermanaments
- Uruguai, Las Piedras